# Illustrierter Sonntag

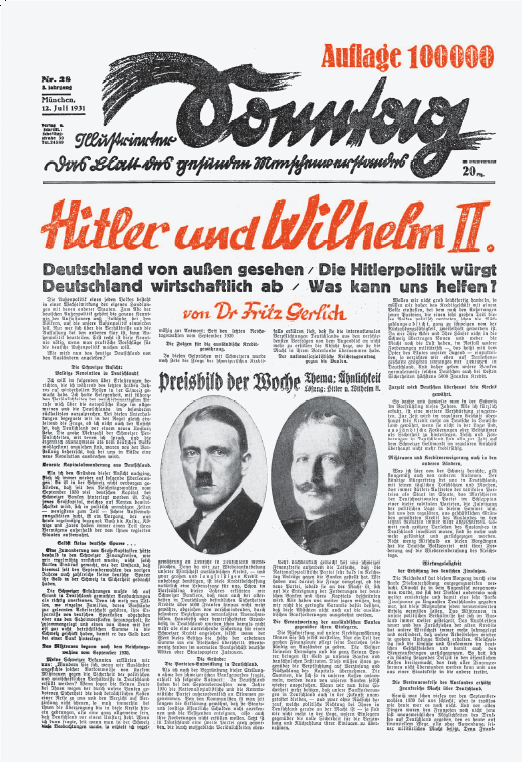
Illustrierter Sonntag (vom 12. Juli 1931)

Die Zeitung Illustrierter Sonntag erschien in München zwischen 1929 und 1931. Vor allem im letzten Jahr des Erscheinens waren die Leitartikel massiv gegen den aufkommenden Nationalsozialismus gerichtet.

## Verlage und Besitzer
Seit dem 31. März 1929 erschien in der Pesta Verlag GmbH in München die Wochenschrift Illustrierter Sonntag. Da ihr Besitzer, Rechtsanwalt Anton Graf von Pestalozza, in finanzielle Schwierigkeiten geriet, verpfändete er sie dessen Drucker, dem Münchner Buchgewerbehaus M. Müller & Sohn, Schellingstraße 39/45. Von dieser Firma erwarb sie am 16. September 1930 die Natur-Verlag GmbH, deren Name erstmals in der Ausgabe vom 5. Oktober 1930 erschien. Herausgeber und Chefredakteur wurde Fritz Gerlich.
Er suchte inzwischen nach einer Möglichkeit, zur politischen „Gesundung“ des deutschen Volkes durch Verbreitung des Naturrechts, als Grundlage des Menschenrechts, beizutragen. Darin wurde er, vor allem auch finanziell, durch den oberschwäbischen Unternehmer und Großgrundbesitzer Erich Fürst von Waldburg-Zeil unterstützt. Dieser hatte bereits im Sommer 1930 zusammen mit Abt Adalbert von Neipperg sowie einem späteren Mitarbeiter Gerlichs, Hans-Georg von Mallinckrodt, die Katholische Tatgemeinschaft aufgebaut, zu der auch Gerlich eingeladen wurde. Gemeinsam wollten Waldburg-Zeil und Gerlich die ihnen von der stigmatisierten Bauernmagd Therese Neumann („Resl von Konnersreuth“) zugeteilte „Missionsaufgabe zur Volkserziehung“ durch Herausgabe einer Zeitung erreichen.
So gründeten Gerlich und Waldburg-Zeil einen Verlag mit der Tarnbezeichnung Natur-Verlag – anstatt Naturrechts-Verlag – und erwarben den defizitären Illustrierten Sonntag mit einer Auflage von 30.000–35.000 Exemplaren. Den Kaufpreis und auch weiterhin den Verlag finanzierte Waldburg-Zeil. Gerlich erhielt für seine „geistige Einlage“ die Hälfte der Gesellschafter-Anteile. Er gab dem Illustrierten Sonntag den Untertitel Das Blatt des gesunden Menschenverstandes und sicherte sich seine redaktionelle Freiheit gegenüber dem Buchgewerbehaus M. Müller & Sohn, das auch den Völkischen Beobachter druckte. Verantwortlich für den Inhalt der 16-seitigen Wochenschrift blieb Josef Hell, Geschäftsführer des Natur-Verlags wurde Johannes Steiner.

## Kampf gegen den Nationalsozialismus
Zehn Monate lang suchte Gerlich, seit Februar 1931 in Namensartikeln, die Leserschaft des Illustrierten Sonntags durch allgemeinbildende und antimarxistische Beiträge auf seinen Kampf gegen die Irrlehren der totalitären Bewegungen einzustimmen. Er begann ihn am 12. Juli 1931 gegen den Nationalsozialismus in einem Artikel „Hitler und Wilhelm II.“, dessen Schlagzeile zudem erstmals, wie beim Völkischen Beobachter, rot unterlegt war. Seit dem 23. August 1931 erschien Gerlich auch als Herausgeber. In zahlreichen Artikeln, unterstützt von dem Kapuzinerpater Ingbert Naab (mit Beträgen wie „Ich bin ein Hitler, warum eigentlich?“) und dem Bibelwissenschaftler Franz X. Wutz, beide Eichstätt, sowie mit ständigem Zuspruch von Therese Neumann entlarvte er den Nationalsozialismus als politische Heilslehre und Ersatzreligion.
Gerlich verurteilte deren Rassenideologie, warnte vor ihrer Gefährlichkeit, griff Adolf Hitler und seinen Führerkreis an und prophezeite die Schrecken des von ihnen propagierten „Dritten Reiches“. In Artikeln wie „Offener Brief an Dr. Brüning“ kritisierte aber auch die Notverordnungspolitik des damaligen Reichskanzlers als verschleierte Rechtsdiktatur mit Gewöhnungseffekt. Unterstützt wurde dies ab Oktober 1931 durch Zeitungskarikaturen nach amerikanischem Vorbild. Ab Januar 1932 verdeutlichte er die programmatische Ausrichtung des Verlags und der Zeitung auch in deren Namen. Der Natur-Verlag wurde in Naturrechts-Verlag umbenannt, der Illustrierte Sonntag in Der gerade Weg.